# Penna (ort i Australien)
Penna är en ort i Australien. Den ligger i kommunen Sorell och delstaten Tasmanien, i den sydöstra delen av landet, omkring 20 kilometer nordost om delstatshuvudstaden Hobart. Antalet invånare är 394.
Trakten är tätbefolkad. Närmaste större samhälle är Hobart, omkring 20 kilometer sydväst om Penna. Genomsnittlig årsnederbörd är 619 millimeter. Den regnigaste månaden är november, med i genomsnitt 79 mm nederbörd, och den torraste är augusti, med 37 mm nederbörd.